# Rundfunkjahr 1946
Liste der Rundfunkjahre

◄◄ | ◄ | 1942 | 1943 | 1944 | 1945 | Rundfunkjahr 1946 | 1947 | 1948 | 1949 | 1950 | ► | ►►

Weitere Ereignisse

## Allgemein
- 21. Februar – In Hamburg erscheint die später von Marion Gräfin Dönhoff mitherausgegebene Wochenzeitung Die Zeit erstmals.
- 20. April – Die erste Nachkriegsausgabe der Programmzeitschrift Radio Wien erscheint[1].
- 29. April – Beginn der Tokioter Prozesse.
- 7. Mai – Morita Akio und Ibuka Masaru gründen das Tōkyō Tsūshin Kōgyō Kabushiki Kaisha (東京通信工業株式会社, dt. etwa: Tokioter Kommunikationsindustrieunternehmen), abgekürzt Totsuko, der Vorgänger der späteren Sony, das sich zunächst auf die Herstellung von selbst entwickelten elektrischen Reiskochern spezialisiert, sich schon bald auf die Fabrikation von Radiogeräten verlegt.
- 30. September / 1. Oktober – In Nürnberg werden die Urteile im Nürnberger Prozess gegen die Hauptkriegsverbrecher verkündet.
- 23. November – Mit der Bombardierung der nordvietnamesischen Hafenstadt Hải Phòng durch französische Flugzeuge bei dem 6000 Zivilisten ums Leben kommen, beginnt der erste Indochinakrieg.
- 11. Dezember – Die erste Ausgabe der Programmzeitschrift Hörzu erscheint.

## Hörfunk
- 7. Februar – Als Drahtfunk im amerikanischen Sektor von Berlin geht der DIAS auf Sendung.[2]
- 13. Februar – Die Generalversammlung der Vereinten Nationen beschließt die Gründung des United Nations Radio.
- 17. März – Start von Radio Saarbrücken. Er steht unter Kontrolle der Französischen Besatzungsmacht.
- 1. September – Kringkastingsorkestret (KORK), das Orchester des Norwegischen Rundfunks wird gegründet.
- 5. September – Der Sender DIAS sendet zum ersten Mal über einen Mittelwellensender. Infolgedessen wird der Sender in Rundfunk im amerikanischen Sektor kurz RIAS umbenannt.[2] Das Equipment stammt aus Beständen des ehemaligen Soldatensenders Belgrad. Seine Programme werden gleichermaßen in West- wie auch Ost-Berlin geschätzt. Besonders das unverwechselbare Pausenzeichen mit dem Dreiklang und den Worten "Hier ist RIAS Berlin. Eine freie Stimme der freien Welt" wird zum akustischen Symbol der späteren "Mauerstadt" Berlin.[3]
- 29. September – Unter dem Namen Third Programme startet die BBC ihr 3. Hörfunkprogramm.

## Fernsehen
- 4. Februar – Der US-amerikanische Elektronikhersteller RCA führt den Prototyp eines vollelektronischen Farbfernsehsystems vor.
- 7. Juni – Die BBC nimmt ihren – kriegsbedingt im September 1939 unterbrochenen – Fernsehbetrieb nach rund siebenjähriger Pause wieder auf. Als erste britische Fernsehpräsenatorin erscheint Jasmine Bligh auf den Bildschirmen mit den Worten: Good afternoon erverybody. How are you? Do you remember me, Jasmine Bligh?

## Geboren
- 20. Januar – David Lynch, US-amerikanischer Regisseur (Twin Peaks, Mystery-Fernsehserie, 1990–1991) wird in Missoula, Bundesstaat Montana geboren († 2025).
- 13. Februar – Robert Matejka, österreichischer Hörfunkregiesseur wird in Wien geboren († 2011).
- 24. April – Mo Schwarz, deutsche Schauspielerin (Der ganz normale Wahnsinn, 1979) wird in München geboren.
- 2. Juni – Lasse Hallström, schwedischer Film- und Videoregisseur wird in Stockholm geboren. Hallström wurde zwischen 1974 und 1982 durch zahlreiche Musikvideos und einen Tourfilm für die schwedische Popgruppe Abba bekannt.
- 2. Juli – Ron Silver, US-amerikanischer Schauspieler (bekannt durch seine Rolle als Bruno Gianelli in der NBC-Serie The West Wing (1999–2006)) wird als Ronald Arthur Silver in New York City geboren († 2009).
- 20. August –  Hans Meiser, deutscher Fernsehmoderator (Notruf) wird in Bad Rothenfelde geboren († 2023).
- 9. November – Josef Broukal, österreichischer Fernsehjournalist und SPÖ-Politiker wird in Wien geboren.
- 22. November – Friedhelm Mönter, deutscher Hörfunkmoderator (NDR 90,3) wird in Duisburg geboren († 2009).

## Gestorben
- 14. Juni – John Logie Baird, schottischer Fernsehpionier stirbt 57-jährig in Bexhill-on-Sea, East Sussex.